# Haight-Ashbury
Haight Ashbury es un barrio de la ciudad de San Francisco (California), en Estados Unidos, llamado así por la intersección de las calles Haight y Ashbury, y conocido también como The Haight o The Upper Haight.
Este distrito se hizo famoso por ser la zona principal del movimiento beatnik de finales de la década de los 50. También en Haight Ashbury se encontraba el condominio Kerista, una comuna donde se practicó el poliamor entre 1971 y 1991, dando origen a por lo menos dos hijos comunes.
Aparece en el videojuego GTA San Andreas, nombrado como Hashbury en la ciudad de San Fierro,  con muchas referencias y guiños a la cultura hippie del barrio.
En este distrito se filmó la serie de Disney That's So Raven.[cita requerida]